# Adrienne Koutouan
Adrienne (Ako Anomgbo) Koutouan est une actrice ivoirienne, née en 1969.

## Biographie
Elle fait ses débuts au théâtre avec la troupe africaine Fétiche Eburnéen. Depuis, elle mène sa carrière de comédienne aussi bien au théâtre, au cinéma que pour la télévision. Elle est l'héroïne d'émissions populaires telles que Faut pas fâcher. Elle est nommée meilleure actrice nationale en 1985 et a reçu le prix de la meilleure actrice FICA en 2004. Elle est mère de deux enfants et est originaire du village ébrié d'Aboboté situé dans la commune d'Abobo (Abidjan). Elle a fêté les 30 ans de sa carrière le 30 mars 2019.

## Filmographie sélective

### Films
- 1994 : Wariko, le gros lot de Fadika Kramo-Lanciné : voisine curieuse
- 1997  : La Revanche de Lucy de Janusz Mrosowski : Albertine
- 2000 : Je m'appelle Fargass  de Henry Duparc
- 2005 : Caramel de Henry Duparc : Maria
- 2007 : Danger Permanent de Pierre Laba : Mme Guehi Yeh
- 2008 : Stone Face de Lima Youin : PW
- 2008 : Le fruit non mûr de Afam Okereke : Commissaire Cindy
- 2015 : Braquage à l'africaine de Owell A. Brown
- 2021 :  Le ticket à tout prix de Alain Guikou
- 2023 : Dans la peau d'un caïd de Owell A. Brown
- 2024 : Maman de Owell A. Brown

### Télévision
- 1993 : Faut pas fâcher (série télévisée)
- 1994 : Sida dans la cité (série télévisée)
- 2006 : Quand les éléphants se battent (série télévisée)
- 2008 : Dr Boris (série télévisée) : infirmière Antoinette
- 2016 : Denrée rare (série télévisée)

## Distinctions
- 1985 : Meilleure actrice nationale (Côte d'Ivoire).
- 1986 : Meilleure danseuse (ballet) (Côte d'Ivoire).
- 1988 : Meilleure artiste comédienne FESTEPO (Côte d'Ivoire).
- 1996-1997 : Prix de l'harmonie interethnique (Côte d'Ivoire).
- 1998 : Meilleure interprétation féminine festival de Namur en Belgique.
- 1999 : Meilleure interprétation féminine Festival M-net à Johannesburg.
- 2002 : Meilleure Artiste Comédienne Afrique de l'ouest et de toute l'Afrique au festival de Pabbah au Nigeria.
- 2004 : Meilleure artiste comédienne au festival international du court métrage (fica) (Côte d'Ivoire).
- 2006 : Étalon d'or au FESPACO avec la série Quand les éléphants se battent à Ouagadougou.
- 2007 : Meilleure artiste comédienne haut de gamme, Burida.
- 2009 : Prix des oscars du mérite de la femme africaine à Lomé.
- 2010 : Meilleure artiste comédienne summum 2010, Burida.
- 2019 : Prévision de célébration de ses 30 ans de carrière le 30 mars 2019 au palais de la culture de Treichville Abidjan[3].
- 2019 : Le 30 mars 2019 elle est élevée au rang d'officier de l'ordre du mérite culturel lors de la célébration de ses 30 ans de carrière par le Ministre de la culture ivoirienne, Maurice Kouakou Bandama[4].
- 2021 : Adrienne Koutouan âgée de 52 ans[5] remporte le 5 novembre 2021 au palais présidentiel Abidjan le prix d'excellence des arts vivant.